# Gilberto Concepción de Gracia
Gilberto Concepción de Gracia (Vega Alta, 9 de julio de 1909-15 de marzo de 1968) fue un abogado, escritor y político puertorriqueño, líder independentista y fundador del Partido Independentista Puertorriqueño (P.I.P.), mediante el que representó a su pueblo como senador.

## Educación
Gilberto Concepción de Gracia nació el 9 de julio de 1909 en el pueblo de Vega Alta, Puerto Rico. Fue hijo de Ceferino Concepción y Carmen de Gracia. Estudió en la Escuela Elemental José de Diego, en Vega Alta. Cursó sus estudios superiores en la Escuela Superior Central de Santurce.
Concepción de Gracia obtuvo un grado en Derecho de la Universidad de Puerto Rico. Una maestría en Derecho de Patentes y Derecho Administrativo de la Universidad de Georgetown en la cual también obtuvo un doctorado en Ciencias Jurídicas.
En 1936 se traslada a la ciudad de Nueva York, donde se convirtió en el principal abogado del líder nacionalista Pedro Albizu Campos. En este caso fueron convictos Albizu Campos y otros patriotas puertorriqueños miembros del Partido Nacionalista de Puerto Rico. En Nueva York colaboró muy de cerca con el congresista Vito Marcantonio. Allí se dedicó a defender a los obreros boricuas y las minorías. También en Nueva York fue editorialista para el diario latino La Voz. 
Se trasladó al estado de Vermont donde impartió clases de literatura hispanoamericana en el Middlebury College. Luego en la capital estadounidense, Washington D. C. trabajó para la Unión Panamericana, la cual más tarde se convirtió en la Organización de Estados Americanos. Realizó otros estudios de Derecho en Washington a principios de los años 40. Se destacó como civilista y constitucionalista.

## Política
Fue al ideal de la independencia de Puerto Rico al que Gilberto Concepción de Gracia dedicó su vida entera. Un gran número de líderes del Partido Popular Democrático que apoyaban la independencia de Puerto Rico fundan el Congreso Pro Independencia con la esperanza de que el Partido Popular no abandonara su apoyo a esa alternativa, una de las razones por la que se fundó ese partido. Hay que recordar que la Acción Social Independentista fue fundada por el líder máximo del PPD, Luis Muñoz Marín y es precursora de ese partido.
En 1944, Concepción de Gracia regresa a Puerto Rico para dirigir el segundo Congreso Pro Independencia. Esta organización estaba adquiriendo una extraordinaria importancia y fuerza. Aunque Muñoz Marín había apoyado el primer CPI, no hizo lo mismo con el segundo y declaró incompatible pertenecer al Congreso Pro Independencia y a la Confederación General de Trabajadores y al mismo tiempo pertenecer al PPD. 
Expulsados los independentistas del Partido Popular Democrático estos se vieron en la obligación de dotar al pueblo de un nuevo instrumento de lucha por la independencia nacional. Junto a muchos antiguos líderes "populares" como Dr Isidoro infante y su esposa Mercedes Infante fundadores junto a Gilberto Concepción de Gracia, mucha reuniones en el principio de la creación del partido independentista fue en la residencia del Dr Isidoro Infante en Villa Caparra en Guaynabo (pueblo viejo).Vicente Geigel Polanco, Francisco M. Susoni, Rafael Arjona Siaca e (isidoro Infante) fundan 1946 junto a Gilberto Concepción de Gracia en la gallera tres palmas el Partido Independentista Puertorriqueño.
Otros líderes del PPD se unieron luego al PIP, como el exalcalde de Aguadilla, Fernando Milán. La fundación del PIP tuvo que enfrentar escollos por parte del gobierno, muchos fueron perseguidos y hasta les fueron negados servicios médicos por haber firmado endosos para la fundación de ese partido. Una anécdota muy conocida e este periodo fue cuando Luis Muñoz Marín expresó que Concepción de Gracia primero cumplía cien años antes de inscribir al PIP, cuando éste fue a recoger el último endoso a la isla-municipio de Culebra, le envió un telegrama a Muñoz donde decía: "acabo de cumplir cien años". 
En 1948 el PIP comparece por vez primera a elecciones generales obteniendo alrededor del 10% de los sufragios. Gilberto Concepción de Gracia fue elegido senador por acumulación en 1952, ese mismo año Fernando Milán fue candidato a la gobernación y el PIP se convierte en el segundo partido más poderoso del país, desplazando a los anexionistas a un tercer lugar. El PIP obtuvo alrededor del 20% de los votos y eligió quince legisladores. Concepción de Gracia se mantuvo como portavoz de la minoría independentista en el Senado hasta 1960.
En 1952 el PIP se negó a participar de la asamblea constituyente a la que catalogó "bautismo de la colonia" por entender que el llamado estado libre asociado era el mismo sistema colonial que no añadía más poderes a los puertorriqueños y sólo cambiaba de nombre.
Gilberto Concepción de Gracia participó en numerosos foros donde defendió el derecho inalienable a la independencia y la soberanía de su pueblo. Participó en diferentes foros internacionales como la Organización de Naciones Unidas, la Organización de estados Americanos y la Conferencia de Bandung, donde se constituyeron por primera vez los países no alineados. 
El PIP perdió su franquicia electoral en 1960 y nuevamente en 1964 con Gilberto Concepción de Gracia como candidato a la gobernación. El 15 de marzo de 1968 muere Gilberto Concepción de Gracia a la edad de cincuenta y ocho años, luego de recibir la noticia de que su partido había quedado nuevamente inscrito para participar de las elecciones de ese año. Gilberto Concepción de Gracia fue admirado por su integridad personal por sus propios contrincantes y nunca abandonó su partido y su ideal a pesar de la baja cantidad de votos y el abandono en los tiempos difíciles de la década de los 60 de varios líderes del partido.